# Парсув
Парсув (пол. Parsów) — село в Польщі, у гміні Белиці Пижицького повіту Західнопоморського воєводства.
Населення — 371 особа (2011).
У 1975-1998 роках село належало до Щецинського воєводства.

## Демографія
Демографічна структура станом на 31 березня 2011 року:
|          | Загалом | Допрацездатний вік | Працездатний вік | Постпрацездатний вік |
| -------- | ------- | ------------------ | ---------------- | -------------------- |
| Чоловіки | 180     | 37                 | 134              | 9                    |
| Жінки    | 191     | 43                 | 119              | 29                   |
| Разом    | 371     | 80                 | 253              | 38                   |